# Elisabeth von Herzogenberg
Elisabeth von Herzogenberg (París, 13 d'abril de 1847 – Sanremo, 7 de gener de 1892) fou una pianista, compositora, cantant i mecenes alemanya.

## Biografia
Nasqué com a Elisabeth von Stockhausen, sent la tercera filla del diplomàtic Bodo Albrecht von Stockhausen (1810–1885) i de la comtessa Clotilde von Baudissin (1818–1891). Bodo Albrecht von Stockhausen va rebre lliçons de piano de Frédéric Chopin a París. Quan Elisabeth tenia cinc anys, la família es traslladà a Viena, on rebé classes de piano de Theodor Dirzka. Més endavant rebé classes de piano i harmonia de Julius Epstein, així com classes de cant. El seu àmbit vocal cobria tres octaves i la seva veu es descriu com a extremadament clara.
El seu estil pianístic fou elogiat per la seua tècnica brillant i expressivitat, que entusiasmà Paul Heyse, Clara Schumann i Johannes Brahms, entre d'altres. Aquest últim l'acceptà com a alumna el 1863, tot i que – potser per a evitar una incipient relació amorosa – la tornà a enviar a Julius Epstein. Més endavant, Elisabeth es va convertir en una íntima confident de Brahms, enviant-li per carta ressenyes detallades de les seves obres. Brahms li dedicà les Rapsòdies Op. 79 el 1880, i descartà composicions pròpies que no agradaren a Elisabeth. La correspondència entre Brahms i la parella Herzogenberg és una font important per a la investigació de Brahms.
El 1865 va conèixer a Viena el compositor i director d'orquestra Heinrich von Herzogenberg, i es van casar el 26 de novembre de 1868. La parella va viure inicialment a Graz, a partir de 1872 a Leipzig i a partir de 1885 a Berlín, on Heinrich va ensenyar composició a l'Escola Superior de Música.

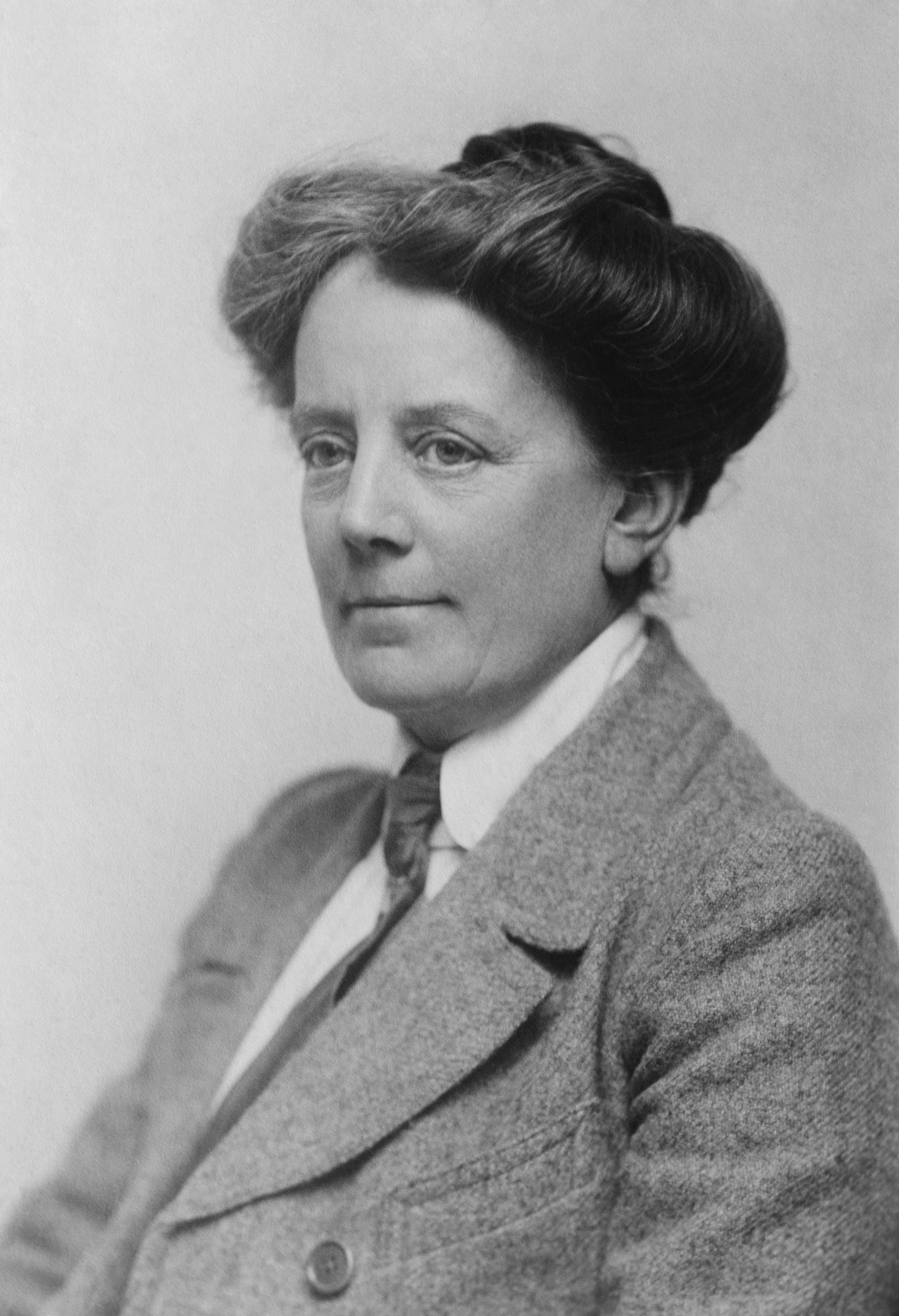
Ethel Smyth

Elisabeth von Herzogenberg actuà com a pianista i cantant principalment en cercles privats – els concerts públics no es consideraven adients per a les dones de la noblesa – i va exercir com a assessora musical i mecenes. Va recolzar el seu marit en la direcció de la Societat Bach de Leipzig, que aquest fundà el 1875 junt amb Philipp Spitta, Franz von Holstein i Alfred Volkland. Ocasionalment, participava com a pianista en els concerts de l'entitat. El 1878 va conèixer l'estudiant de música Ethel Smyth, donant-li suport intensament i començant una relació amorosa.
Smyth li dedicà tot el capítol 20é de les seues memòries.
El matrimoni no tingué fills, el seu marit va emmalaltir entre 1887 i 1889, i poc després ella es posà malalta del cor. Arran d'això, la parella viatjà sovint a diversos balnearis europeus. El gener de 1892, amb quaranta-quatre anys, Elisabeth von Herzogenberg va sucumbir a la malaltia cardíaca a Sanremo, ciutat que havien visitat a causa del clima més càlid. El Quintet de corda Op. 77 del seu marit, escrit immediatament després, empra una cançó composta per Elisabeth a partir d'un text de Friedrich Rückert, "Du bist vergangen eh ich’s gedacht" ("Te n'has anat abans que jo ho pensara").

## Obra
Tot i que algunes composicions d'Elisabeth von Herzogenberg han sobreviscut, la majoria es van perdre inèdites. El 1889 es van publicar a Leipzig les seues "24 cançons populars infantils per a una veu cantant amb acompanyament de piano". De forma pòstuma, el seu marit organitzà la publicació de "Vuit peces de piano", cadascuna dedicada a una amiga de la compositora.